# Comandante del Cuerpo de Marines
El Comandante del Cuerpo de Marines (en inglés: Commandant of the Marine Corps, CMC) normalmente es oficial de más alto rango en el Cuerpo de Marines de los Estados Unidos y es un miembro del Estado Mayor Conjunto. El CMC se reporta directamente al Secretario de la Armada de Estados Unidos y es responsable de asegurar la organización, políticas, planes y programas del Cuerpo de Infantería de Marina así como de asesorar al Presidente, al Secretario de Defensa, al Consejo de Seguridad Nacional, al Consejo de Seguridad Interior, y al Secretario de la Armada en asuntos relacionados con el Cuerpo de Infantería de Marina. Bajo la autoridad del Secretario de la Armada, el CMC designa al personal y los recursos de la Infantería de Marina a los comandantes del Comando de Combate Unificado. El comandante desempeña todas las otras funciones descritas en la Sección del Título 10 del Código de Estados Unidos o delega aquellos deberes y responsabilidades a otros oficiales en su administración a su nombre. De la misma forma que los otros jefes conjuntos, el Comandante es una posición administrativa y no tienen autoridad de mando operacional sobre las fuerzas de Cuerpo de Infantería de Marina de Estados Unidos.
El Comandante es nominado por el presidente por un periodo de cuatro años en el cargo y debe ser confirmado por el Senado. Por estatuto, el Comandante es designado como un general de cuatro estrellas mientras se encuentra en el cargo. "El Comandante responde directamente al Secretario de la Armada por el desempeño total del Cuerpo de Marines. Esto incluye la administración, disciplina, organización interna, entrenamiento, requerimientos, eficiencia y preparación del servicio. También el Comandante es responsable de la operación del sistema de apoyo material del Cuerpo de Infantería de Marina". Desde el 1801, la residencia oficial del Comandante ha estado ubicada en los Cuarteles de los Marines en Washington D. C. y sus oficinas principales están en Arlington, Virginia.

## Responsabilidades
Las responsabilidades del comandante son detalladas en el Título 10, Sección 5043 del Código de los Estados Unidos y está sujeto a la autoridad, dirección y control del Secretario de la Armada. Como se establece en el Código de Estados Unidos, el comandante preside el Cuartel General del Cuerpo de Infantería de Marina, transmite los planes y recomendaciones del Cuartel General del Cuerpo de Infantería de Marina hacia el Secretario y lo asesora con respecto a tales planes y recomendaciones, después de la aprobación de los planes o recomendaciones del Cuartel General del Cuerpo de Infantería de Marina por parte del Secretario, actúa como el agente del Secretario para llevarlos a efecto, ejercer la supervisión, consistente con la autoridad asignada a los comandantes de los mandos de combate unificados o específicos bajo el capítulo 6 de ese código, sobre los miembros y organizaciones del Cuerpo de Infantería de Marina y de la Armada como el Secretario determine, llevar a cabo los deberes prescritos para él por la sección 171 de ese código y las otras provisiones de la ley y de llevar a cabo tales otros deberes militares, de otra forma no asignadas por la ley, como son asignados a él por el presidente, el Secretario de Defensa o el Secretario de la Armada.
Grado de sueldo: El sueldo para el CMC es de US$20 587,80 mensual.

## Lista de comandantes
Treinta y ocho personas han servido como el Comandante del Cuerpo de Marines de los Estados Unidos. El primer comandante fue Samuel Nicholas, quien asumió el cargo como un capitán, aunque en esa época no existía el título de "comandante" y el Segundo Congreso Continental había autorizado que el marine con mayor antigüedad podía tomar el rango de hasta Coronel. Las personas que ha durado más en el cargo fue Archibald Henderson, al que algunas veces se ha referido como el Gran anciano del Cuerpo de Marines debido a que duró treinta y nueve años en el cargo. En los 236 años de historia de Cuerpo de Marines de los Estados Unidos, solo un comandante ha sido expulsado del cargo: Anthony Gale, como resultado de una corte marcial realizada en el año 1820.
| #   | Foto | Nombre                         | Rango                    | Inicio                   | Fin                      | Notas |
| --- | --- | ------------------------------ | ------------------------ | ------------------------ | ------------------------ | --- |
| 1   | black & white portrait of Samuel Nicholas                                                                                     | Samuel Nicholas                | Mayor                    | 28 de noviembre de 1775  | 27 de agosto de 1783     | El primer comandante de facto para su rol como el oficial de mayor antigüedad de los Marines Continentales. |
| 2   | black & white portrait of William W. Burrows                                                                                  | William W. Burrows             | Teniente coronel         | 12 de julio de 1798      | 6 de marzo de 1804       | El primer comandante de iure, él inició muchas organizaciones importantes dentro del Cuerpo de Infantería de Marina, incluyendo la Banda del Cuerpo de Marines de los Estados Unidos |
| 3   | black & white portrait of Franklin Wharton                                                                                    | Franklin Wharton               | Teniente coronel         | 7 de marzo de 1804       | 1 de septiembre de 1818  | El primer comandante en ser sometido a corte marcial (absuelto) y el primero en ocupar la Casa del Comandante en Marine Barracks, Washington D. C. |
| 3.5 | black & white portrait of Archibald Henderson                                                                                 | Archibald Henderson (interino) | Mayor                    | 16 de septiembre de 1818 | 2 de marzo de 1819       | Comandante interino, más tarde ocuparía el mismo puesto entre 1820 y 1859 |
| 4   | No disponible | Anthony Gale                   | Teniente coronel         | 3 de marzo de 1819       | 8 de octubre de 1820     | El segundo comandante en ser sometido a corte marcial y el único comandante en ser expulsado. El lugar de su tumba es desconocido y no se ha ubicado ninguna foto de él. |
| 5   | black & white portrait of Archibald Henderson                                                                                 | Archibald Henderson            | Brevet Brigadier General | 17 de octubre de 1820    | 6 de enero de 1859       | El comandante que más ha durado en el cargo; conocido como el "Gran anciano del Cuerpo de Marines"; conocido por su rol en la expansión de la misión del Cuerpo de Marines para incluir la guerra expedicionaria y el despliegue rápido |
| 6   | black & white photograph of John Harris                                                                                       | John Harris                    | Coronel                  | 7 de enero de 1859       | 1 de mayo de 1864        | Comandante durante la Mayor parte de la Guerra Civil de Estados Unidos |
| 7   | black & white photograph of Jacob Zeilin                                                                                      | Jacob Zeilin                   | Brigadier General        | 10 de junio de 1864      | 31 de octubre de 1876    | Se convirtió en el primer oficial general del Cuerpo de Marines, oficialmente aprobó el diseño del Águila, Globo Terráqueo y Ancla como el emblema del Cuerpo de Marines |
| 8   | black & white photograph of Charles G. McCawley                                                                               | Charles G. McCawley            | Coronel                  | 1 de noviembre de 1876   | 29 de enero de 1891      | Escogió "Semper fidelis", que en latín significa "Siempre Fiel", como el lema oficial del Cuerpo de Infantería de Marina |
| 9   | black & white portrait of Charles Heywood                                                                                     | Charles Heywood                | Mayor General            | 30 de junio de 1891      | 2 de octubre de 1903     | Fue el primer infante de marina en ostentar el rango de Mayor General |
| 10  | black & white portrait of George F. Elliott                                                                                   | George F. Elliott              | Mayor General            | 3 de octubre de 1903     | 30 de noviembre de 1910  | Resistió exitosamente los intentos de sacar a los marines de servicio en alta mar a bordo de los buques capitales y de fusionarlos con el Ejército de Estados Unidos |
| 11  | black & white photograph of William P. Biddle                                                                                 | William P. Biddle              | Mayor General            | 3 de febrero de 1911     | 24 de febrero de 1914    | Creó la Fuerza de Base Adelantada, precursor de la actual Fleet Marine Force |
| 12  | black & white portrait of George Barnett                                                                                      | George Barnett                 | Mayor General            | 25 de febrero de 1914    | 30 de junio de 1920      | Sirvió como comandante durante la Primera Guerra Mundial, la que provocó un gigantesco aumento en dotación durante su periodo como comandante |
| 13  | black & white portrait of John A. Lejeune                                                                                     | John A. Lejeune                | Mayor General            | 1 de julio de 1920       | 4 de marzo de 1929       | Inició la tradición del Baile del aniversario del Cuerpo de Marines de los Estados Unidos al dictar la Orden 47 del Cuerpo de Marines, que aún se lee todos los años. Tuvo el mando, en combate, de una división del Ejército de Estados Unidos (la 2.ª División de Infantería durante la Primera Guerra Mundial). |
| 14  | black & white portrait of Wendall C. Neville                                                                                  | Wendell C. Neville             | Mayor General            | 5 de marzo de 1929       | 8 de julio de 1930       | Obtuvo la Medalla de Honor y la Medalla Brevet del Cuerpo deMarines |
| 15  | black & white photograph of Ben H. Fuller                                                                                     | Ben H. Fuller                  | Mayor General            | 9 de julio de 1930       | 28 de febrero de 1934    | Consolidó el concepto de uFleet Marine Force |
| 16  | black & white photograph of John H. Russell, Jr.                                                                              | John H. Russell, Jr.           | Mayor General            | 1 de marzo de 1934       | 30 de noviembre de 1936  | El sistema de promociones de oficiales por antigüedad fue cambiado a avance por selección, la 1.ª Brigada de Marines fue retirada de Haití y la cantidad de buques que llevaban destacamentos de marines continuó aumentando. |
| 17  | black & white photograph of Thomas Holcomb                                                                                    | Thomas Holcomb                 | Teniente General         | 1 de diciembre de 1936   | 31 de diciembre de 1943  | Expandió el tamaño del Cuerpo casi 20 veces para la Segunda Guerra Mundial e integró a las mujeres en el Cuerpo. Fue el primer marines en se promovido (después de su retiro) al grado de General |
| 18  | black & white photograph of Alexander A. Vandegrift                                                                           | Alexander Vandegrift           | General                  | 1 de enero de 1944       | 31 de diciembre de 1947  | Obtuvo la Medalla de Honor. Fue el primer marine en servicio activo en recibir el rango de General, resistió los intentos de fusionar al Cuerpo de Marines con el Ejército de Estados Unidos |
| 19  | black & white photograph of Clifton B. Cates                                                                                  | Clifton B. Cates               | General                  | 1 de enero de 1948       | 31 de diciembre de 1951  | Obtuvo la Cruz de la Armada. Comandante durante las primeras etapas de la Guerra de Corea |
| 20  | black & white photograph of Lemuel C. Shepherd, Jr.                                                                           | Lemuel C. Shepherd, Jr.        | General                  | 1 de enero de 1952       | 31 de diciembre de 1955  | Primer comandante en servir con la Estado Mayor Conjunto de los Estados Unidos. Comandante durante la Guerra de Corea. |
| 21  | black & white photograph of Randolph M. Pate                                                                                  | Randolph M. Pate               | General                  | 1 de enero de 1956       | 31 de diciembre de 1959  | Comandante entre la participación estadounidense en la Guerra de Corea y la Guerra de Vietnam. |
| 22  | black & white photograph of David M. Shoup                                                                                    | David M. Shoup                 | General                  | 1 de enero de 1960       | 31 de diciembre de 1963  | Galardonado con la Medalla de Honor. Opuesto a la participación estadounidense en Vietnam del Sur basado en consideraciones estratégicas y la indebida influencia de las corporaciones y de los oficiales militares en la política extranjera. Los historiadores consideran que las críticas de Shoup fueron las más preclaras y de alto perfil expresadas por un veterano contra la Guerra de Vietnam.                                                                                   |
| 23  | black & white photograph of Wallace M. Greene, Jr.                                                                            | Wallace M. Greene, Jr.         | General                  | 1 de enero de 1964       | 31 de diciembre de 1967  | Supervisó el crecimiento del Cuerpo en la Guerra de Vietnam. |
| 24  | black & white photograph of Leonard F. Chapman, Jr.                                                                           | Leonard F. Chapman, Jr.        | General                  | 1 de enero de 1968       | 31 de diciembre de 1971  | Fue el comandante durante los años finales de la participación estadounidense en la Guerra de Vietnam. Chapman fue testigo del retiro de la III Fuerza Anfibia de Marines desde Vietnam y de la caída en el tamaño del Cuerpo desde 289 000 a 198 000 marines. |
| 25  | black & white photograph of Robert Everton Cushman, Jr.                                                                       | Robert E. Cushman, Jr.         | General                  | 1 de enero de 1972       | 30 de junio de 1975      | Vio al último de los marines abandonar Vietnam y el tamaño de tiempo de paz caer a 194 000 marines mientras que se mantuvo el nivel de alistamiento. |
| 26  | Color of Louis H. Wilson, Jr.                                                                                                 | Louis H. Wilson, Jr.           | General                  | 1 de julio de 1975       | 30 de junio de 1979      | Galardonado con la Medalla de Honor. |
| 27  | color photograph of Robert H. Barrow                                                                                          | Robert H. Barrow               | General                  | 1 de julio de 1979       | 30 de junio de 1983      | Fue el primer comandante en servir como un miembro de pleno derecho de la Estado Mayor Conjunto de los Estados Unidos, obtuvo la aprobación de la producción del avión Harrier modificado por Estados Unidos, y varias otras mejoras para mejorar la efectividad del Cuerpo de Marines. |
| 28  | Color photograph of Paul X. Kelley                                                                                            | Paul X. Kelley                 | General                  | 1 de julio de 1983       | 30 de junio de 1987      | En el año 2007, el general Kelley publicó en el The Washington Post un artículo que vertía una opinión negativa sobre el uso de técnicas de interrogación mejoradas. |
| 29  | color photograph of Alfred M. Gray, Jr., the only Marine in this list wearing utilities instead of a service or dress uniform | Alfred M. Gray, Jr.            | General                  | 1 de julio de 1987       | 30 de junio de 1991      | El Centro de Investigación Alfred M. Gray en la Base del Cuerpo de Marines de Quantico almacena los archivos y colecciones especiales del Cuerpo de Infantería, la biblioteca de la base de Quantico y la biblioteca de investigación de la Universidad del Cuerpo de Marines. Como un recuerdo de que el rol principal de cada marines es ser fusilero, él hizo que su foto oficial fuera tomada usando el uniforme de faena camuflado, el único comandante que lo ha hecho hasta ahora. |
| 30  | color photograph of Carl E. Mundy, Jr.                                                                                        | Carl E. Mundy, Jr.             | General                  | 1 de julio de 1991       | 30 de junio de 1995      | Actualmente es miembro de la junta de directores de General Dynamics y es el Jefe de la fundación de la Universidad del Cuerpo de Marines. |
| 31  | color photograph of Charles C. Krulak                                                                                         | Charles C. Krulak              | General                  | 1 de julio de 1995       | 30 de junio de 1999      | Era hijo del teniente general del Cuerpo de Marines Victor H. Krulak. Originó el concepto de Strategic Corporal y de Three Block War. Introdujo The Crucible la prueba final que deben pasar los reclutas del Cuerpo de Marines. |
| 32  | color photograph of James L. Jones                                                                                            | James L. Jones                 | General                  | 1 de julio de 1999       | 12 de enero de 2003      | Sueprvisó el desarrollo de los uniformes camuflados con el patrón MARPAT del Cuerpo de Marines y de la adopción del Programa de Artes Marciales del Cuerpo de Marines; posteriormente se convertiría en el primer oficial marine en servir como comandante del Mando Europeo de los Estados Unidos y del Cuartel General Supremo de las Potencias Aliadas de Europa de la OTAN, y luego como el Consejero de Seguridad Nacional de la administración Obama.                               |
| 33  | color photograph of Michael W. Hagee                                                                                          | Michael W. Hagee               | General                  | 13 de enero de 2003      | 13 de noviembre de 2006  | Dirigió al Cuerpo durante los años iniciales de la Guerra de Irak. |
| 34  | color photograph of James T. Conway                                                                                           | James T. Conway                | General                  | 13 de noviembre de 2006  | 22 de octubre de 2010    | Estuvo al mando de las fuerzas de los marines en la Guerra de Irak y supervisó la expansión del Cuerpo hasta alcanzar los 202 000 marines. |
| 35  | Official portrait from Amos, 2010                                                                                             | James F. Amos                  | General                  | 22 de octubre de 2010    | 17 de octubre de 2014    | Primer aviador naval en servir como comandante |
| 36  | Official portrait from Dunford, 2014                                                                                          | Joseph F. Dunford, Jr.         | General                  | 17 de octubre de 2014    | 24 de septiembre de 2015 | |
| 37  | | Robert B. Neller               | General                  | 24 de septiembre de 2015 | 26 de julio de 2019      | |
| 38  | | David H. Berger                | General                  | 26 de julio de 2019      | en el cargo              | |